# 戴培峰
戴培峰（2000年1月7日—）為台灣棒球選手，目前效力於中華職棒富邦悍將，守備位置為捕手。於2018年季中選秀中被富邦悍將以第一輪第一指名選進。

## 經歷
- 臺中市西區忠孝國民小學少棒隊
- 臺中市立中山國民中學[2]青少棒隊
- 桃園市立平鎮高級中學青棒隊
- 中華職棒富邦悍將（2018年8月30日－）

## 特殊事蹟
- 2019年4月14日於新莊棒球場面對Lamigo桃猿隊後援投手吳丞哲，擊出職棒生涯首支安打，為一支二壘安打[3]。
- 2019年9月15日於新莊棒球場面對Lamigo桃猿隊後援投手蘇俊璋，擊出生涯首支再見高飛犧牲打。
- 2020年4月17日於桃園國際棒球場面對樂天桃猿隊先發投手威拉諾（Elih Villanueva）擊出生涯首發全壘打，帶有兩分打點[4]。
- 2022年8月26日於新莊棒球場面對味全龍隊後援投手林凱威擊出相隔790天的全壘打，帶有三分打點，同時逆轉比賽幫助球隊獲勝，終止在新莊棒球場面對味全龍的對戰九連敗，也拿下生涯首座單場MVP。[5]
- 2022年10月25日於桃園國際棒球場面對樂天桃猿隊，以先發捕手出賽，由於10月26日對統一7-ELEVEn獅的保留比賽中也是以先發捕手出賽，此戰也確定是戴培峰本賽季以捕手身分出賽的第100場比賽，也是聯盟10年來第一次達成此成就的捕手，同時也是聯盟最年輕達成的捕手。[6]
- 2024年6月13日於新莊棒球場面對味全龍隊後援投手陳冠偉，擊出生涯首支再見安打。

## 成棒國手經歷
- 2022年亞洲運動會棒球比賽中華隊
- 2023年亞洲職棒冠軍爭霸賽中華隊
- 2024年世界棒球12強賽中華隊

## 職棒生涯成績
| 年度 | 球隊     | 出賽 | 打數 | 安打 | 全壘打 | 打點 | 盜壘 | 四死 | 三振 | 壘打數 | 雙殺打 | 打擊率 | 上壘率 | 長打率 | OPS   |
| ---- | -------- | ---- | ---- | ---- | ------ | ---- | ---- | ---- | ---- | ------ | ------ | ------ | ------ | ------ | ----- |
| 2019 | 富邦悍將 | 32   | 92   | 21   | 0      | 13   | 0    | 8    | 26   | 25     | 0      | 0.228  | 0.287  | 0.272  | 0.559 |
| 2020 | 富邦悍將 | 46   | 114  | 29   | 5      | 23   | 0    | 10   | 31   | 55     | 5      | 0.254  | 0.307  | 0.482  | 0.789 |
| 2021 | 富邦悍將 | 50   | 99   | 16   | 0      | 9    | 0    | 7    | 25   | 18     | 1      | 0.162  | 0.213  | 0.182  | 0.395 |
| 2022 | 富邦悍將 | 103  | 295  | 75   | 2      | 26   | 6    | 21   | 56   | 88     | 6      | 0.254  | 0.303  | 0.298  | 0.601 |
| 2023 | 富邦悍將 | 53   | 130  | 24   | 1      | 13   | 3    | 14   | 24   | 34     | 2      | 0.185  | 0.264  | 0.262  | 0.526 |
| 2024 | 富邦悍將 | 100  | 283  | 80   | 1      | 25   | 1    | 28   | 46   | 94     | 5      | 0.283  | 0.342  | 0.332  | 0.674 |
| 合計 | 6年      | 384  | 1013 | 245  | 9      | 109  | 10   | 88   | 208  | 314    | 19     | 0.242  | 0.299  | 0.310  | 0.609 |

## 外部連結
- 戴培峰在台灣棒球維基館上的頁面（繁體中文）
- 戴培峰在中華職棒官網
- 戴培峰在Baseball-Reference.com（小聯盟以及海外聯盟）（英语）

| 前任： 廖健富 | 中華職棒新人選秀狀元 2018年       | 繼任： 劉基鴻 |
| 獎項          |                                   |               |
| 前任： 蔣少宏 | 中華職棒金手套獎（捕手） 2024年   | 繼任： 現任   |
| 前任： 陳重羽 | 中華職棒最佳十人獎（捕手） 2024年 | 繼任： 現任   |